# Женский мировой шоссейный кубок UCI 2002
Женский мировой шоссейный кубок UCI 2002 — 5-й сезон одноимённого шоссейного сезонного соревнования.

## Обзор сезона
Календарь турнира претерпел изменения. По сравнению с прошлым сезоном из него исчезла американская Либерти Классик и французский Трофи Интернешнл. В то же время он пополнился двумя новыми европейскими гонками — французским Гран-при Плуэ — Бретань и только что созданным испанским Гран-при Кастилии и Леона. Таким образом турнир остался состоять из 9 однодневных гонок которые также входили в Женский мировой шоссейный календарь UCI 2002. Турнир стартовал в начале марта двумя гонками в Австралии и Новой Зеландии. Затем в марте и апреле прошло ещё четыре гонки в Европе. После этого в июне была проведена одна гонка в Канаде. Заключительные три гонки прошли в августе и сентябре снова в Европе.
Регламент турнира остался прежним. Индивидуальный рейтинг предусматривал начисление очков первым 20 гонщицам на каждой гонке. Победитель сезона определялся по общей сумме набранных очков независимо от количества проведённых гонок.
Начисляемые очки
| Место | 1  | 2  | 3  | 4  | 5  | 6  | 7  | 8  | 9  | 10 | 11 | 12 | 13 | 14 | 15 | 16 | 17 | 18 | 19 | 20 |
| ----- | -- | -- | -- | -- | -- | -- | -- | -- | -- | -- | -- | -- | -- | -- | -- | -- | -- | -- | -- | -- |
| Очки  | 75 | 50 | 35 | 30 | 27 | 24 | 21 | 18 | 15 | 11 | 10 | 9  | 8  | 7  | 6  | 5  | 4  | 3  | 2  | 1  |

Победительницей индивидуального рейтинга стала немка Петра Росснер которая выиграла 3 гонки. Второе место заняла нидерландка Мирьям Мельхерс, третье – ещё одна немка Регина Шляйхер.

## Календарь
| 3 мар  | Канбера Ворлд Кап         | CDM | Петра Росснер       | Рошелль Гилмор | Мирьям Мельхерс    |
| 10 мар | Гамильтон Ворлд Кап       | CDM | Петра Росснер       | Рошелль Гилмор | Ханка Купфернагель |
| 23 мар | Примавера Роза            | CDM | Мирьям Мельхерс     | Диана Жилюте   | Хантал Белтман     |
| 17 апр | Флеш Валонь               | CDM | Фабиана Луперини    | Лин Бессетт    | Приска Доппман     |
| 21 апр | Гран-при Кастилии и Леона | CDM | Регина Шляйхер      | Петра Росснер  | Мирьям Мельхерс    |
| 1 июн  | Монреаль Ворлд Кап        | CDM | Деде Барри          | Анна Миллуорд  | Женевьева Жансон   |
| 24 авг | Гран-при Плуэ - Бретань   | CDM | Регина Шляйхер      | Петра Росснер  | Сюзанн Юнгског     |
| 8 сен  | Гран-при Швейцарии        | CDM | Светлана Бубненкова | Симона Паренте | Приска Доппман     |
| 15 сен | Тур Роттердама            | CDM | Петра Росснер       | Регина Шляйхер | Дебби Мансвелд     |

## Итоговый рейтинг
| Индивидуальный рейтинг | Индивидуальный рейтинг | Индивидуальный рейтинг         | Индивидуальный рейтинг | Индивидуальный рейтинг |
| Гонщик                 | Гонщик                 | Команда                        | Очки                   |                        |
| ---------------------- | ---------------------- | ------------------------------ | ---------------------- | ---------------------- |
| 1-й                    | Петра Росснер          | Saturn                         | 345 очков              |                        |
| 2-й                    | Мирьям Мельхерс        | Farm Frites-Hartol             | 283 очков              |                        |
| 3-й                    | Регина Шляйхер         | SC Michela Fanini Record Rox   | 225 очков              |                        |
| 4-й                    | Приска Доппман         |                                | 155 очков              |                        |
| 5-й                    | Рошелль Гилмор         |                                | 111 очков              |                        |
| 6-й                    | Сюзанн Юнгског         | Vlaanderen-T Interim           | 99 очков               |                        |
| 7-й                    | Фабиана Луперини       | Edil Savino                    | 98 очков               |                        |
| 8-й                    | Ханка Купфернагель     | Equipe Nürnberger Versicherung | 92 очков               |                        |
| 9-й                    | Светлана Бубненкова    | Edil Savino                    | 86 очков               |                        |
| 10-й                   | Симона Паренте         | Edil Savino                    | 84 очков               |                        |